# North Beach (Miami Beach)
North Beach è un quartiere della città di Miami Beach, nella Contea di Miami-Dade dello stato della Florida (Stati Uniti d'America). Non deve essere confuso con North Miami Beach, una città della stessa contea.
Rappresenta la parte più a nord di Miami Beach, confinando a nord con Surfside, ed è delimitato approssimativamente dalla 63rd Street e Indian Creek Drive a sud e da 87th Terrace a nord. Al suo interno si trovano le aree di Isles of Normandy, Biscayne Point e La Gorce.
In questo quartiere si trovano gli edifici più alti di Miami Beach, come gli Blue and Green Diamond e Akoya Condominiums.